# Heaven & Hell
Heaven & Hell ist das Debütalbum der US-amerikanischen Popsängerin Ava Max. Es erschien am 18. September 2020 über Atlantic Records.

## Veröffentlichung
Die Veröffentlichung ihres Debütalbums wurde von Max mehrfach verschoben; es erschien schließlich am 18. September 2020. Sämtliche Titel des Albums wurden von Cirkut produziert, der dabei bei einzelnen Liedern von RedOne, Trackside, Hank Solo, Shellback, A Strut, Earwurm, Lotus IV, Freedo und der Sängerin selbst unterstützt wurde. Außerdem war Max an allen Songs auch als Autorin beteiligt. Am 19. November 2020 erschien die erweiterte digitale Version mit dem Song My Head & My Heart.

## Musik und Texte
Ava Max selbst bezeichnet Heaven & Hell als „unmissverständliches Popalbum mit Botschaft“ (unapologetic pop album with a message). Als ihre Einflüsse nannte sie unter anderem Mariah Carey, Christina Aguilera, Britney Spears, Beyoncé und Lady Gaga. Konzipiert sei das Album als zweiteilige Geschichte. Die ersten sieben Tracks würden den Himmel, die letzten sieben die Hölle darstellen. Das achte Lied des Albums, Torn, fungiere als Fegefeuer. Inhaltlich seien wiederkehrende Motive weibliches Selbstbewusstsein, Verrücktheit und Andersartigkeit.
In der digitalen Version ist das Album nicht aufgeteilt und beinhaltet zusätzlich die Single My Head & My Heart.

## Covergestaltung
Das Coverartwork zu Heaven & Hell zeigt Ava Max vom Hals aufwärts vor schwarzem Hintergrund. Unter ihrem Kopf befindet sich eine spiegelnde Oberfläche. Ihre Reflexion unterscheidet sich jedoch, so hat sie statt weißen nun orangefarbene Haare und eine andere Kopfhaltung. Rechts neben ihr stehen in silbernen Lettern Interpret und Titel.

## Titelliste
| Nr. | Titel                | Länge |
| --- | -------------------- | ----- |
| 1.  | H.E.A.V.E.N.         | 1:46  |
| 2.  | Kings & Queens       | 2:42  |
| 3.  | Naked                | 3:42  |
| 4.  | Tattoo               | 2:39  |
| 5.  | OMG What's Happening | 2:59  |
| 6.  | Call Me Tonight      | 2:50  |
| 7.  | Born to the Night    | 3:19  |
| 8.  | Torn                 | 3:18  |
| 9.  | Take You to Hell     | 2:44  |
| 10. | Who's Laughing Now   | 3:00  |
| 11. | Belladonna           | 3:23  |
| 12. | Rumors               | 3:12  |
| 13. | So Am I              | 3:04  |
| 14. | Salt                 | 3:00  |
| 15. | Sweet but Psycho     | 3:07  |

| Nr. | Titel                | Länge |
| --- | -------------------- | ----- |
| 1.  | My Head & My Heart   | 2:54  |
| 2.  | H.E.A.V.E.N.         | 1:46  |
| 3.  | Kings & Queens       | 2:42  |
| 4.  | Naked                | 3:42  |
| 5.  | Tattoo               | 2:39  |
| 6.  | OMG What's Happening | 2:59  |
| 7.  | Call Me Tonight      | 2:50  |
| 8.  | Born to the Night    | 3:19  |
| 9.  | Torn                 | 3:18  |
| 10. | Take You to Hell     | 2:44  |
| 11. | Who's Laughing Now   | 3:00  |
| 12. | Belladonna           | 3:23  |
| 13. | Rumors               | 3:12  |
| 14. | So Am I              | 3:04  |
| 15. | Salt                 | 3:00  |
| 16. | Sweet but Psycho     | 3:07  |

| Nr. | Titel                       | Länge |
| --- | --------------------------- | ----- |
| 1.  | H.E.A.V.E.N.                | 1:46  |
| 2.  | Kings & Queens              | 2:42  |
| 3.  | Naked                       | 3:42  |
| 4.  | Tattoo                      | 2:39  |
| 5.  | OMG What's Happening        | 2:59  |
| 6.  | Call Me Tonight             | 2:50  |
| 7.  | Born to the Night           | 3:19  |
| 8.  | Torn                        | 3:18  |
| 9.  | Take You to Hell            | 2:44  |
| 10. | Who's Laughing Now          | 3:00  |
| 11. | Belladonna                  | 3:23  |
| 12. | Rumors                      | 3:12  |
| 13. | So Am I                     | 3:04  |
| 14. | Salt                        | 3:00  |
| 15. | Sweet but Psycho            | 3:07  |
| 16. | Kings & Queens (Acoustic)   | 3:08  |
| 17. | Not Your Barbie Girl        | 3:07  |
| 18. | So Am I (Acoustic)          | 3:04  |
| 19. | Salt (Acoustic)             | 3:10  |
| 20. | Sweet but Psycho (Acoustic) | 2:59  |

## Singleauskopplungen
| Jahr | Titel                | Höchstplatzierung, Gesamtwochen, AuszeichnungChartplatzierungen (Jahr, Titel, , Platzierungen, Wochen, Auszeichnungen, Anmerkungen) | Höchstplatzierung, Gesamtwochen, AuszeichnungChartplatzierungen (Jahr, Titel, , Platzierungen, Wochen, Auszeichnungen, Anmerkungen) | Höchstplatzierung, Gesamtwochen, AuszeichnungChartplatzierungen (Jahr, Titel, , Platzierungen, Wochen, Auszeichnungen, Anmerkungen) | Höchstplatzierung, Gesamtwochen, AuszeichnungChartplatzierungen (Jahr, Titel, , Platzierungen, Wochen, Auszeichnungen, Anmerkungen) | Höchstplatzierung, Gesamtwochen, AuszeichnungChartplatzierungen (Jahr, Titel, , Platzierungen, Wochen, Auszeichnungen, Anmerkungen) | Anmerkungen                                                   |
| Jahr | Titel                | DE | AT | CH | UK | US | Anmerkungen                                                   |
| ---- | -------------------- | --- | --- | --- | --- | --- | ------------------------------------------------------------- |
| 2018 | Sweet but Psycho     | DE1 Diamant · (50 Wo.)DE | AT1 ×3Dreifachplatin · (42 Wo.)AT                                                                                                   | CH1 ×4Vierfachplatin · (72 Wo.)CH                                                                                                   | UK1 ×4Vierfachplatin · (53 Wo.)UK                                                                                                   | US10 ×4Vierfachplatin · (35 Wo.)US                                                                                                  | Erstveröffentlichung: 17. August 2018 Verkäufe: + 10.698.333  |
| 2019 | So Am I              | DE21 Gold · (18 Wo.)DE | AT26 Platin · (19 Wo.)AT | CH18 Platin · (26 Wo.)CH | UK13 Platin · (16 Wo.)UK | US— PlatinUS | Erstveröffentlichung: 7. März 2019 Verkäufe: + 2.785.000      |
| 2019 | Torn                 | DE59 (12 Wo.)DE | AT60 Gold · (5 Wo.)AT | CH28 Gold · (18 Wo.)CH | UK87 (2 Wo.)UK | — | Erstveröffentlichung: 19. August 2019 Verkäufe: + 280.000     |
| 2019 | Salt                 | DE10 Platin · (27 Wo.)DE | AT8 ×2Doppelplatin · (25 Wo.)AT | CH8 (38 Wo.)CH | — | US— GoldUS | Erstveröffentlichung: 12. Dezember 2019 Verkäufe: + 1.885.000 |
| 2020 | Kings & Queens       | DE16 ×3Dreifachgold · (57 Wo.)DE | AT12 ×2Doppelplatin · (47 Wo.)AT | CH5 (59 Wo.)CH | UK19 Platin · (31 Wo.)UK | US13 ×2Doppelplatin · (27 Wo.)US | Erstveröffentlichung: 12. März 2020 Verkäufe: + 4.633.333     |
| 2020 | Who’s Laughing Now   | DE65 (16 Wo.)DE | AT60 Gold · (9 Wo.)AT | CH34 (24 Wo.)CH | UK93 (1 Wo.)UK | — | Erstveröffentlichung: 30. Juli 2020 Verkäufe: + 395.000       |
| 2020 | OMG What’s Happening | DE— aDE | — | CH65 (1 Wo.)CH | — | — | Erstveröffentlichung: 3. September 2020 Verkäufe: + 55.000    |
| 2020 | My Head & My Heart   | DE22 Gold · (22 Wo.)DE | AT26 Platin · (17 Wo.)AT | CH19 (28 Wo.)CH | UK18 Platin · (25 Wo.)UK | US45 Platin · (12 Wo.)US | Erstveröffentlichung: 19. November 2020 Verkäufe: + 2.540.000 |

## Kritik
Heaven & Hell erhielt überwiegend positive Kritiken. Einhellig gelobt wurde die Fähigkeit von Ava Max, Ohrwürmer zu kreieren, die bei der Zuhörerschaft hängenbleiben, sowie die Entscheidung, keine obligatorischen Balladen zu inkludieren und sich stattdessen auf ihre Stärke, den tanzbaren Bubblegum Pop zu konzentrieren. Wiederholt wurden Vergleiche mit den Frühwerken der Sängerinnen Lady Gaga und Katy Perry gezogen. Dabei wurde auch bemerkt, dass Max diesen Stil besser bewältige, als Perry dies auf ihrem ebenfalls 2020 erschienenen Album Smile täte.
Zudem enthalte Heaven & Hell zahlreiche Reminiszenzen und Anspielungen an große Popsongs der Vergangenheit. Mitunter wurde kritisiert, die Künstlerin biete trotz ihrer Pop-Qualitäten wenig Originalität ob ihrer Texte und würde ihr Konzept nur sehr lose ausarbeiten. Sehr unterschiedlich wurde auch aufgenommen, ob die Sängerin eine unverwechselbare Persönlichkeit mitbrächte. So war ein Mangel dieser der größte Kritikpunkt mancher Rezensionen, während andere meinten, eben diese würde sie von der breiten Masse abheben.

## Kommerzieller Erfolg

### Chartplatzierungen
| ChartsChartplatzierungen       | Höchstplatzierung | Wochen |
| ------------------------------ | ----------------- | ------ |
| Deutschland (GfK)              | 7 (53 Wo.)        | 53     |
| Österreich (Ö3)                | 6 (68 Wo.)        | 68     |
| Schweiz (IFPI)                 | 5 (132 Wo.)       | 132    |
| Vereinigte Staaten (Billboard) | 27 (34 Wo.)       | 34     |
| Vereinigtes Königreich (OCC)   | 2 (32 Wo.)        | 32     |

| ChartsJahrescharts (2020) | Platzierung |
| ------------------------- | ----------- |
| Österreich (Ö3)           | 75          |
| Schweiz (IFPI)            | 83          |

| ChartsJahrescharts (2021)      | Platzierung |
| ------------------------------ | ----------- |
| Deutschland (GfK)              | 63          |
| Österreich (Ö3)                | 31          |
| Schweiz (IFPI)                 | 33          |
| Vereinigte Staaten (Billboard) | 186         |

### Auszeichnungen für Musikverkäufe
| Land/Region                  | Auszeichnungen für Musikverkäufe (Land/Region, Auszeichnung, Verkäufe) | Verkäufe  |
| ---------------------------- | ---------------------------------------------------------------------- | --------- |
| Argentinien (CAPIF)          | Gold                                                                   | 10.000    |
| Brasilien (PMB)              | Platin                                                                 | 40.000    |
| Dänemark (IFPI)              | Platin                                                                 | 20.000    |
| Deutschland (BVMI)           | Gold                                                                   | 100.000   |
| Finnland (IFPI)              | 3× Platin                                                              | 60.000    |
| Frankreich (SNEP)            | Platin                                                                 | 100.000   |
| Italien (FIMI)               | Gold                                                                   | 25.000    |
| Kanada (MC)                  | Platin                                                                 | 80.000    |
| Neuseeland (RMNZ)            | Platin                                                                 | 15.000    |
| Norwegen (IFPI)              | 7× Platin                                                              | 140.000   |
| Österreich (IFPI)            | Gold                                                                   | 7.500     |
| Polen (ZPAV)                 | 3× Platin                                                              | 60.000    |
| Singapur (RIAS)              | Platin                                                                 | 10.000    |
| Vereinigte Staaten (RIAA)    | Platin                                                                 | 1.000.000 |
| Vereinigtes Königreich (BPI) | Gold                                                                   | 100.000   |
| Insgesamt                    | 5× Gold · 20× Platin ·                                                 | 1.767.500 |

Hauptartikel: Ava Max/Auszeichnungen für Musikverkäufe